# Valentino Bobbio

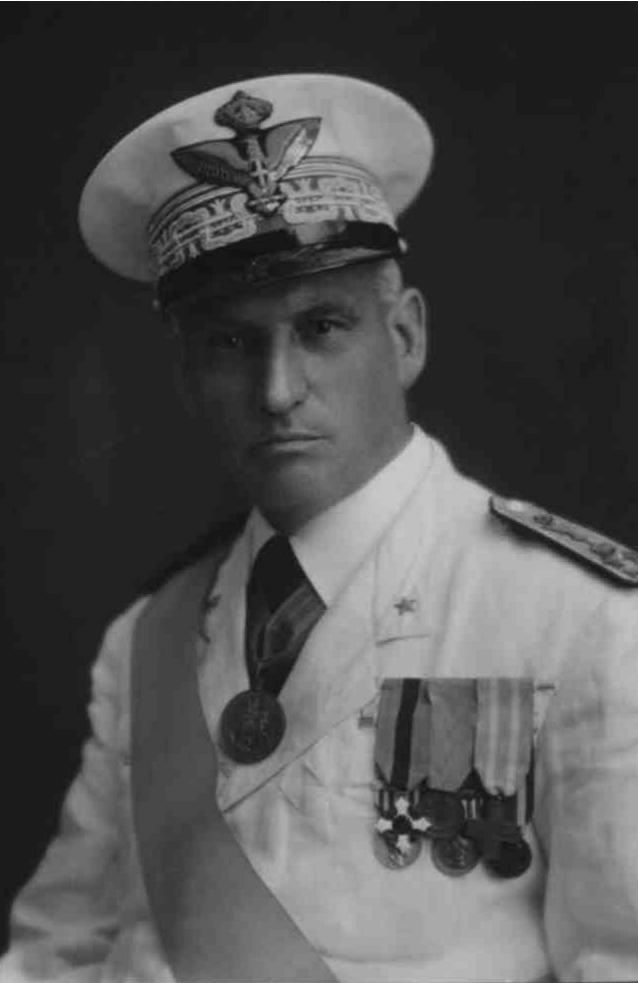
Valentino Bobbio

Valentino Bobbio (* 29. September 1872 in Alessandria; † 13. Juni 1940 in Turin) war ein italienischer Offizier des Heeres (Esercito Italiano) und zuletzt Armeegeneral (Generale designato d’Armata), der unter anderem 1939 bis zu seinem Tode 1940 Mitglied des Senats des Königreichs (Senato del Regno) war.

## Leben
Valentino Bobbio, Sohn des Grundschullehrers Antonio Bobbio und dessen Ehefrau Anna Maria Gatti, begann nach dem Schulbesuch eine Offiziersausbildung an der Militärschule (Scuola militare) und schloss diese am 11. Oktober 1890 ab. In den folgenden Jahren fand er zahlreiche Verwendungen als Offizier im Heer (Esercito Italiano) sowie nach Abschluss der Kriegsschule (Scuola di guerra) 1905 auch als Stabsoffizier. Er nahm am Italienisch-Türkischen Krieg (29. September 1911 bis 18. Oktober 1912) teil, der mit einem italienischen Sieg endete, sowie zwischen 1915 und 1918 auch am Ersten Weltkrieg. Für seine militärischen Verdienste wurde er am 5. Juni 1915 Ritter des Ordens der Krone von Italien und war bis März 1916 zunächst Chef des Stabes des Besatzungskorps in Albanien. Danach war er zwischen dem 13. und 23. Juni 1916 Chef des Stabes des XIV. Korps und wurde am 3. August 1916 zum Oberst (Colonnello) befördert. Im weiteren Kriegsverlauf war er vom 14. März bis zum 2. April 1917 Chef des Stabes der 51. Infanteriedivision sowie zwischen dem 7. April und dem 7. September 1917 Chef des Stabes des XI. Korps, wobei er für seine Verdienste am 13. September 1917 auch zum Ritter des Ordens der hl. Mauritius und Lazarus geehrt wurde. Er war zwischen dem 29. Oktober und dem 21. März 1918 Intendant der 2. Armee (2ª Armata), vom 21. März bis zum 1. Juni 1918 Intendant der 5. Armee (5ª Armata) unter dem Oberkommandierenden Generalleutnant Settimio Piacentini sowie zwischen dem 1. Juni und dem 1. September 1918 Intendant der 9. Armee (9ª Armata) unter dem Oberkommandierenden Generalleutnant Paolo Morrone, wobei er in dieser Verwendung am 20. Juni 1918 auch zum Brigadegeneral (Brigadiere Generale) befördert wurde. Daraufhin fungierte er zwischen dem 1. September und 23. November 1918 als Intendant der 8. Armee (8ª Armata) unter dem Oberkommandierenden Generalleutnant Enrico Caviglia und wurde am 13. September 1918 auch Offizier des Ordens der Krone von Italien.
Zu Beginn der Zwischenkriegszeit fungierte Bobbio vom 23. November 1918 bis zum 18. Juli 1919 als Intendant der 4. Armee (4ª Armata) unter dem Oberkommandierenden Generalleutnant Gaetano Giardino und wurde am 17. Mai 1919 auch Ritter des Militärordens von Savoyen. Nachdem er zwischen dem 18. Juli 1919 und dem 10. März 1920 Chef des Stabes der 3. Territorialen Militärdivision „Alessandria“ war, fungierte er vom 10. März 1920 bis zum 26. Juni 1921 als Kommandeur der Infanteriebrigade „Liguria“ und wurde als solcher am 8. August 1920 auch Kommandeur des Ordens der Krone von Italien. Er war bekleidete zwischen dem 26. Juni 1921 und dem 15. Oktober 1925 den Posten als Kommandeur der Infanteriebrigade „Livorno“ und erhielt am 25. Januar 1923 die neue Dienstgradbezeichnung Generale di Brigata sowie am 19. Juni 1924 den Titel eines Offiziers des Ritterordens der hl. Mauritius und Lazarus. Er war zwischen dem 15. Oktober 1925 und dem 15. Oktober 1927 Kommandant der Militärakademie Modena, der Accademia Militare di Modena sowie im Anschluss kurzzeitig vom 15. Oktober bis zum 17. November 1927 Kommandeur der 3. Alpini-Brigade. Nach seiner Beförderung zum Generalmajor (Generale di Divisione) befand er sich zwischen dem 17. November und dem 28. Dezember 1927 zur besonderen Verfügung und übernahm daraufhin vom 28. Dezember 1927 bis zum 14. November 1932 den Posten als Kommandeur der Territorialen Militärdivision „Gorizia“, wobei er in dieser Funktion am 14. Januar 1932 auch zum Kommandeur des Ritterordens der hl. Mauritius und Lazarus ernannt wurde. Während er sich zwischen dem 14. November und dem 12. Dezember 1932 erneut in einer Wartestellung zur besonderen Verfügung befand, wurde er am 28. November 1932 zum Generalleutnant (Generale di Corpo d’Armata) befördert. Im Anschluss übernahm er zwischen dem 12. Dezember 1932 und dem 1. August 1933 den Posten als Inspekteur der Gebirgsjägertruppen (Ispettore delle Truppe alpine) und wurde in dieser Zeit am 19. Januar 1933 auch Großoffizier des Ordens der Krone von Italien.
Danach war Generalleutnant Valentino Bobbio vom 28. Juli 1933 bis zum 12. November 1935 Kommandierender General des III. Korps in Verona sowie danach für kurze Zeit zwischen dem 12. und 30. November 1935 designierter Oberkommandierender der Armee von Neapel, wobei ihm als solcher am 14. November 1935 auch das Großkreuz des Ordens der Krone von Italien verliehen wurde. Er wurde am 30. November 1935 rückwirkend zum 5. Dezember 1932 zum General (Generale designato d’Armata) befördert und übernahm daraufhin nach einer eintägigen kommissarischen Amtsführung vom 1. Dezember 1935 bis zu seiner Ablösung durch Generalmajor Luigi Frusci am 1. Oktober 1937 den Posten als Inspekteur der Infanterie (Ispettore dell’Arma di fanteria). Während dieser Zeit wurde er am 14. Januar 1938 zunächst Großoffizier des Ritterordens der hl. Mauritius und Lazarus und bekam ein Jahr später am 14. Januar 1938 auch das Großkreuz dieses Ritterordens verliehen. Nachdem er seit dem 29. September 1938 keinen militärischen Posten mehr übernommen hatte, wurde er auf Vorschlag des Kriegsministers, Benito, am 25. März 1939 zum Mitglied des Senats des Königreichs (Senato del Regno) nominiert und gehörte diesem vom 17. April 1939 bis zu seinem Tode am 13. Juni 1940 an. Während seiner Mitgliedschaft im Senat war er zwischen dem 17. April 1939 und dem 13. Juni 1940 Mitglied des Ausschusses für die Streitkräfte (Commissione delle forze armate). Aus seiner Ehe mit Luisa Rossi gingen die beiden Kinder Anna Maria und Cristoforo hervor.

## Hintergrundliteratur
- Charles D. Pettibone: The Organization and Order of Battle of Militaries in World War II. Volume VI Italy and France Including the Neutral Countries of San Marino, Vatican, 2010, ISBN 978-1-4269-4633-2 (Onlineversion (Auszug))